# Ford Crown Victoria
O Crown Victoria é um sedã de grande porte construído pela montadora Ford para o mercado Norte-Americano nos meados da década de 1950. O carro foi produzido durante um ano e foi substituído pelo Ford Granada. Duas décadas depois, em 1978, o Crown Victoria começou a ser fabricado novamente. O carro já foi o Sedan mais vendido em Nova Iorque. [carece de fontes?] Até o começo dos anos 2010, uma versão especial chamada Ford Crown Victoria Police Interceptor (ou simplesmeste CVPI, P71, ou apenas "Crown Vic") foi o modelo favorito das forças policiais americanas. Foi também um dos carros mais utilizados como táxi no país. Antes de ter a produção interrompida, o Crown Victoria era vendido por cerca de US$ 25.000.

## 1955-1956

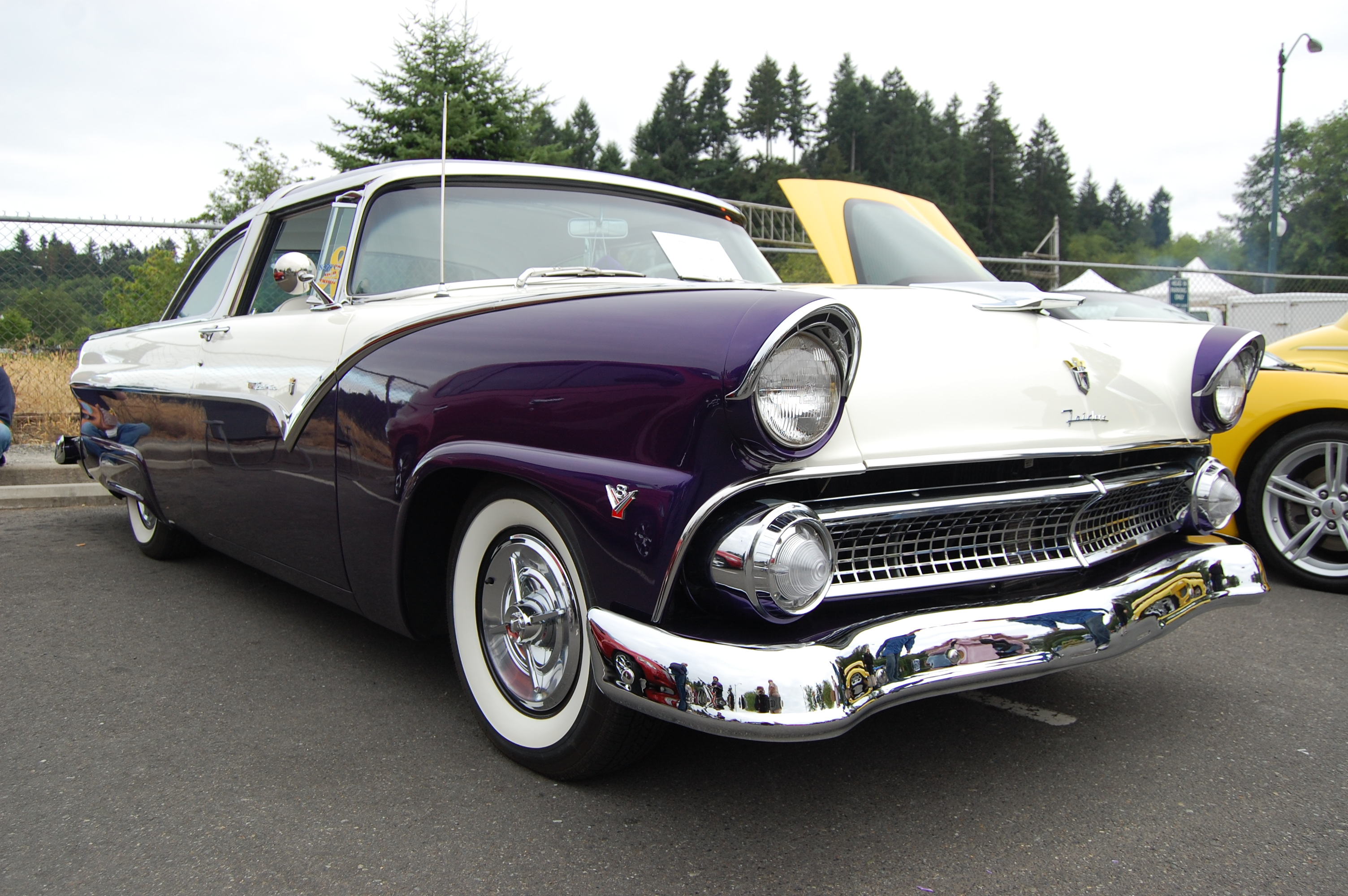
Ford Crown Victoria de 1956.

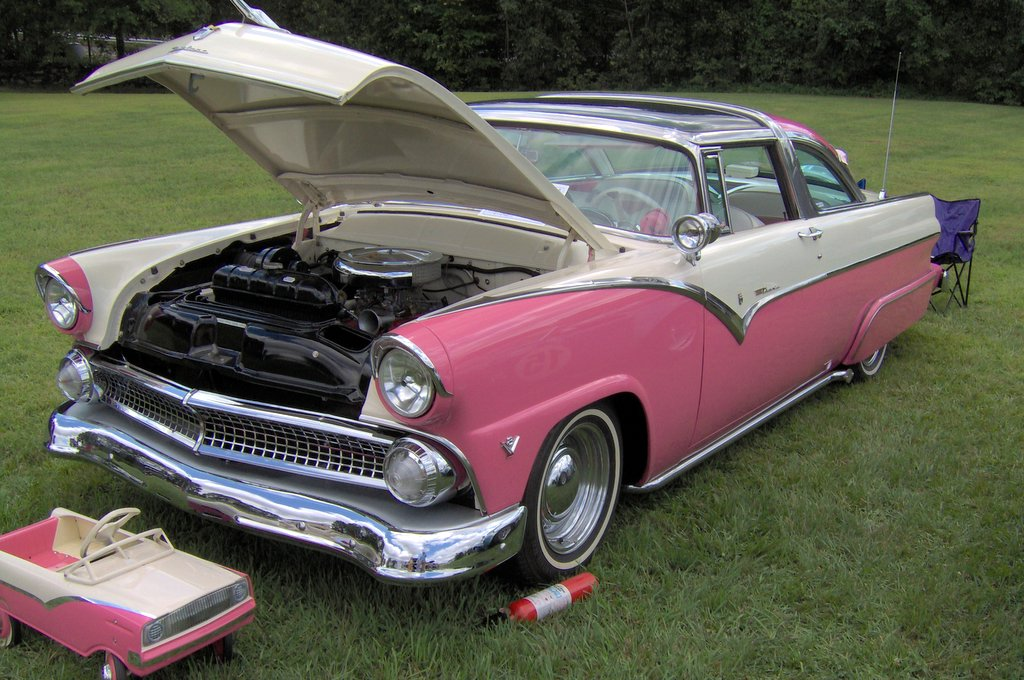
Ford Crown Skyliner de 1955.

O primeiro Crown Victoria foi lançado em 1955. Era um coupé de duas portas e seis lugares. Nessa época, também foi lançado o Crown Victoria Skyliner. A diferença dele para o comum é que ele tinha teto de vidro acrílico, o que fazia a temperatura do interior do carro subir muito e consequentemente, não foi muito produzido e não fez muito sucesso. O Skyliner foi bastante importado pela Suécia, por causa das baixas temperaturas.
O LTD Crown Victoria foi apelidado de Vick ou "Crown Vic".

## 1980-1991

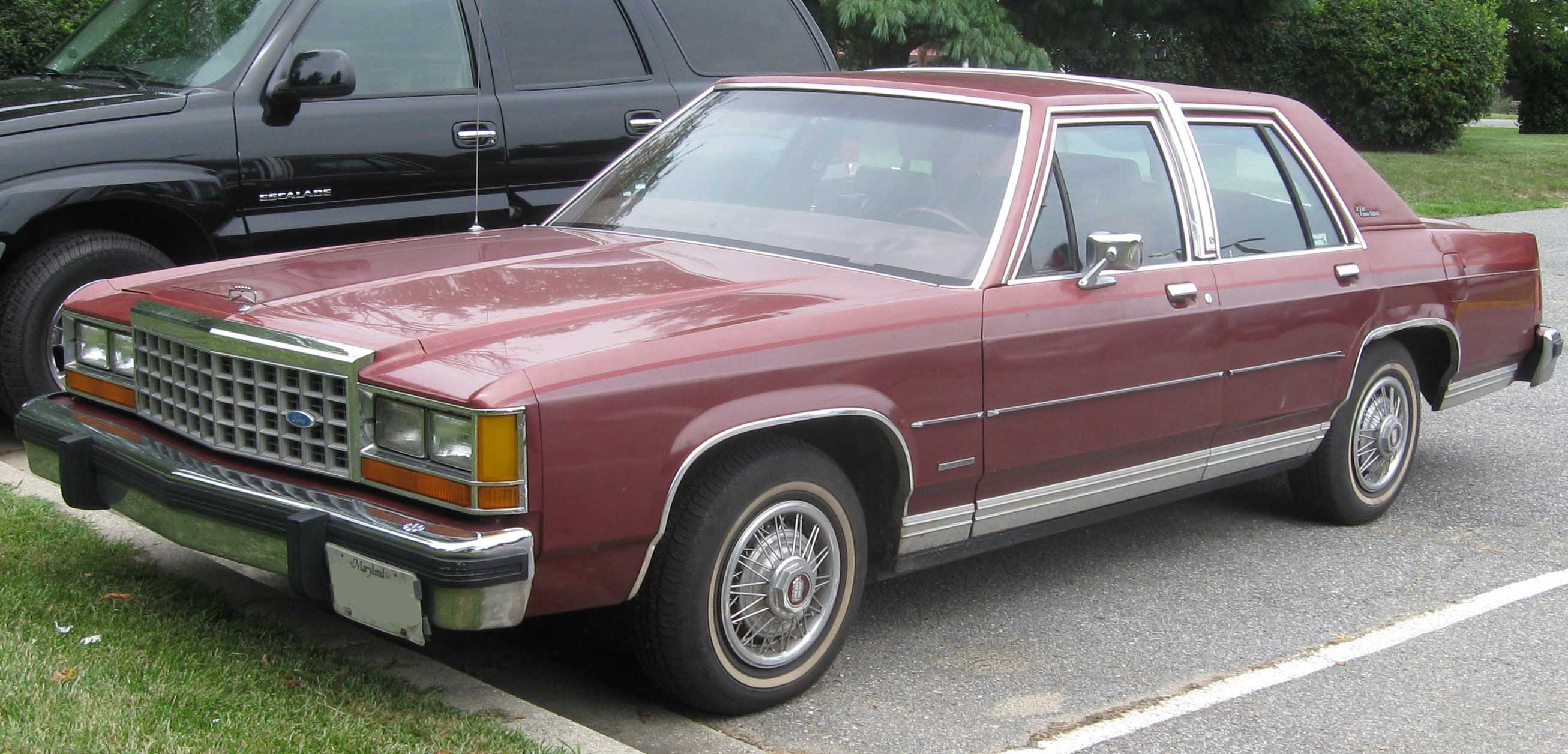
Ford LTD Crown Victoria (1983-1987).

Para o ano modelo de 1980, o nome Crown Victoria foi revivido após 24 anos; o carro foi relançado com duas polegadas a menos que o modelo de 1955 e muito melhor desempenho e mobilidade. O modelo fez bastante sucesso na época.
Em 1983 foi lançado o Ford LTD Crown Victoria sedã, denominado "pony car" (assim como o Mustang). Foi o primeiro carro da Ford a ter chaves separadas para ignição e porta-luvas.
A Ford da Austrália produziu seu próprio Ford LTD desde 1973 a 2007 como uma linha de modelos derivada de seu próprio Fairlane; como nem Mercury nem Lincoln foram oficialmente comercializadas na Austrália, o LTD foi desenvolvido como um veículo de luxo.
A produção do LTD Crown Victoria na América do Norte terminou em 1991.

## Primeira geração

### 1992-1994

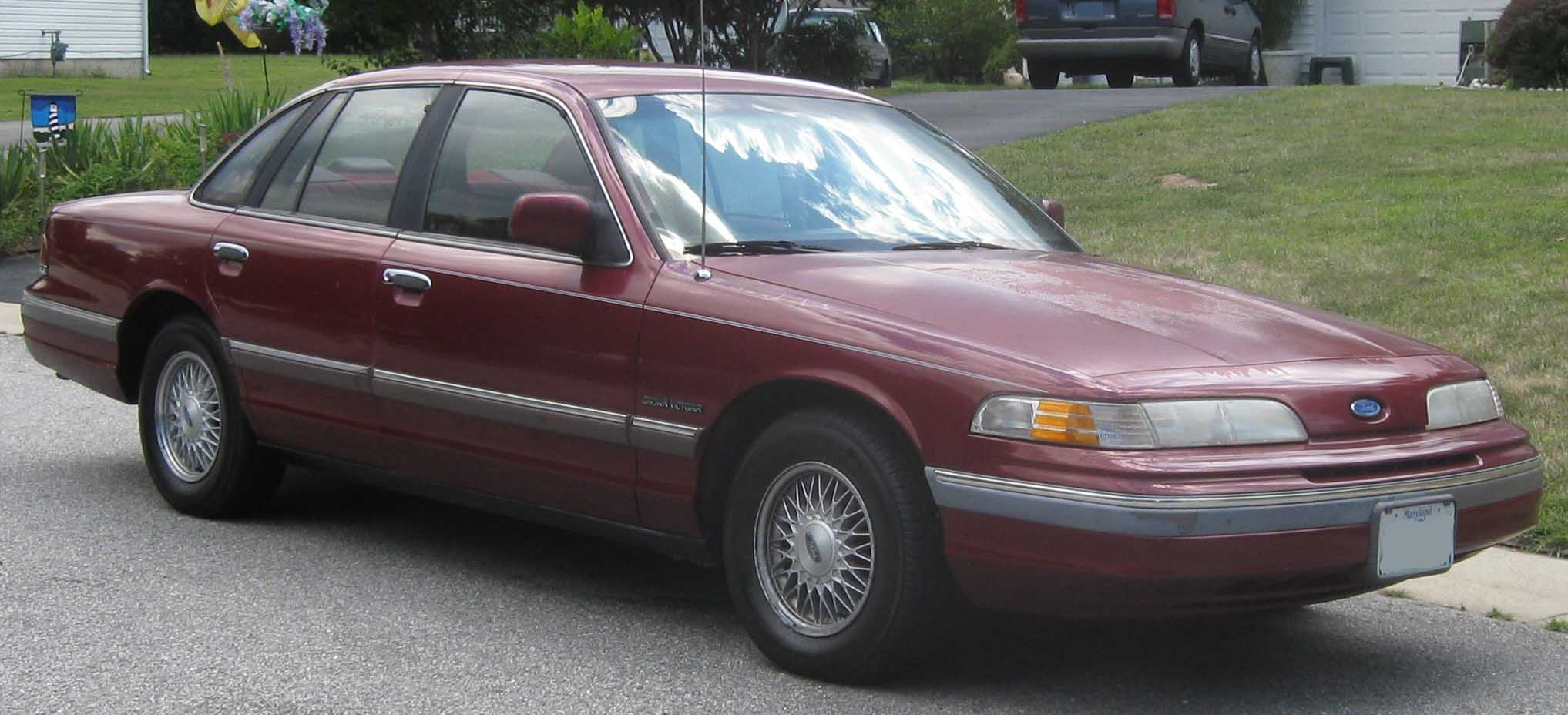
Ford Crown Victoria LX da primeira geração.

Em 1992, o design do Ford Crown Victoria foi totalmente mudado, deixando o carro mais atraente e arredondado. O carro ganhou 8 janelas e um motor de 4,6 L. O Crown Victoria tinha câmbio automático de 4 marchas e capacidade para 75.7 litros de gasolina.

### 1995-1997
Em 1995, o Crown Victoria recebeu algumas modificações, incluindo freios ABS e controle de tração.

## Segunda geração

### 1998-2002

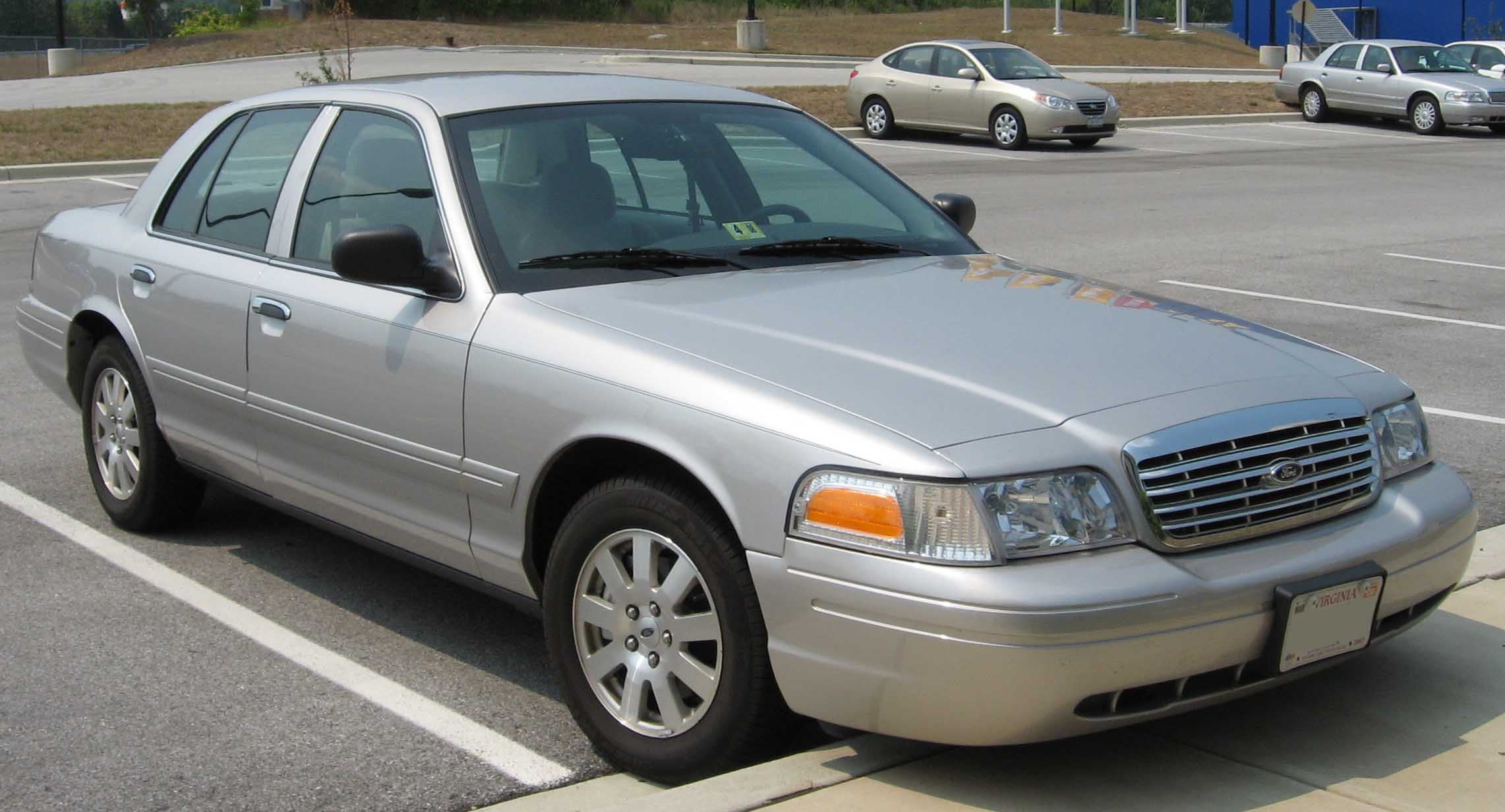
Ford Crown Victoria de 1998.

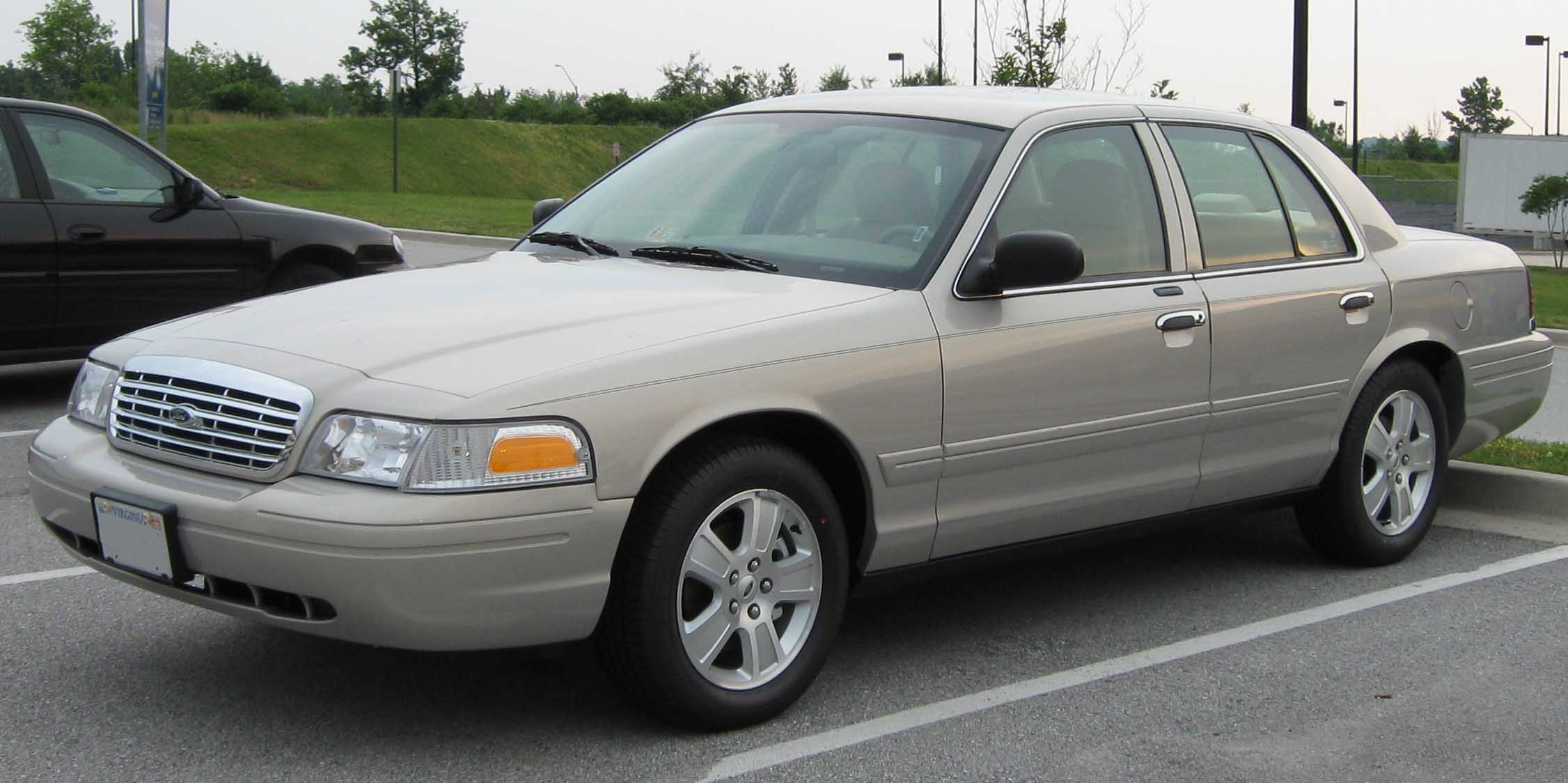
Ford Crown Victoria de 2002.

A partir de 1998 o Ford Crown Victoria ganhou curvas mais arredondadas, melhorias na suspensão e desempenho. O carro perdeu algumas medidas, como o tanque de combustivel que foi diminuido para 71.9 litros, mas a mobilidade e desempenho aumentaram muito. O motor continuou sendo o de 4,6 L modular V8.

### 2003-2007
O modelo de 2003 teve mudanças no chassi e melhorias na transmissão e lataria. Para 2006, o quadro de instrumentos do Crown Victoria passou por uma revisão, quando a Ford introduziu um novo painel de instrumentos.

### 2008-2011
O novo modelo do Crown Victoria ganhou mais mudanças visuais. Em setembro de 2011, a Ford encerrou a fabricação do sedã Crown Victoria. O último exemplar do carro saiu da linha de montagem da fábrica de St. Thomas, no Canadá, com destino à exportação para a Arábia Saudita.

## Police Interceptor

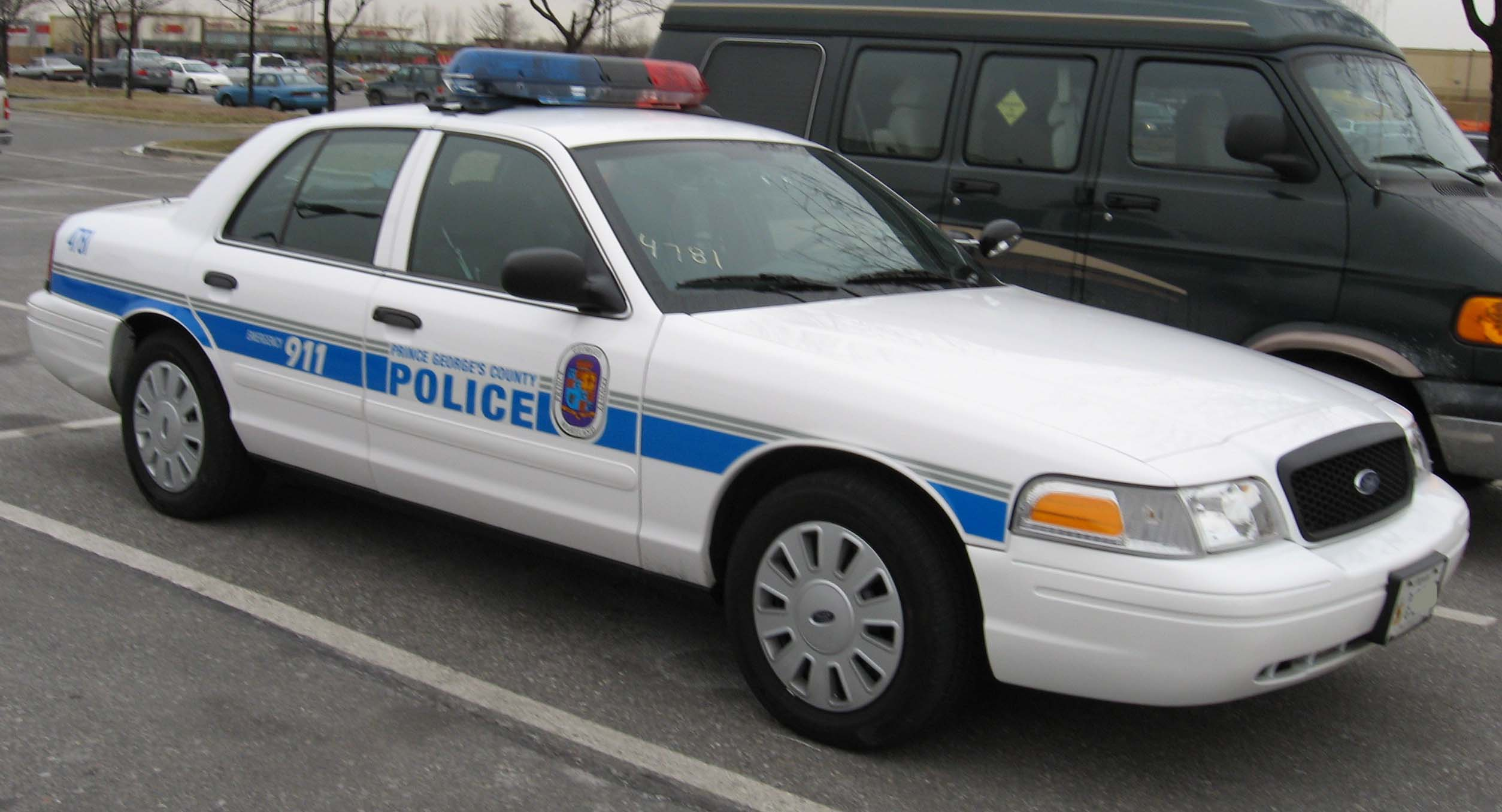
Police Interceptor

Desde 1997 até 2011, a Ford fabricou o Crown Victoria para a polícia dos Estados Unidos. O primeiro modelo de polícia foi o Crown Victoria P71, e depois o Police Interceptor. A diferença do Police Interceptor para o Crown Victoria normal é que o Interceptor já vem com vários itens essenciais para a polícia.
A Ford substituiu o Crown Victoria Police Interceptor por versões atualizadas e resistentes do Ford Explorer e do Ford Taurus. Em resposta, muitos departamentos de polícia como o de Austin, Texas, compraram suprimentos de reserva dos últimos Crown Victoria para que pudessem manter uma frota de carros de polícia confiáveis no futuro.

## Crown Victoria na cultura popular

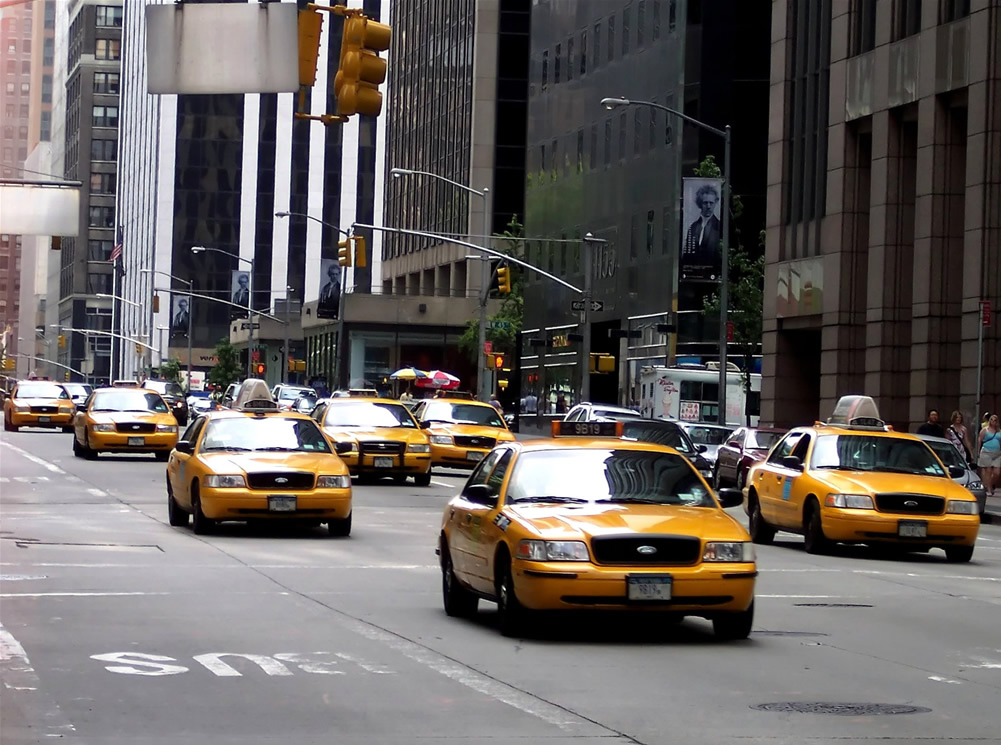
O Ford Crown Victoria é o carro mais utilizado como táxi em Nova York.

O Crown Victoria ficou famoso por ser muito visto nos filmes americanos, onde era sempre mostrado como táxi novaiorquino ou carro de polícia.
No cinema, foi o astro do filme Taxi, quando de um táxi comum se transformava num carro turbinado que perseguiu, pelas ruas de Nova York, um BMW 760Li V12 6.0 dirigido por Gisele Bündchen. Também foi usado como viatura policial nos jogos da franquia Need for Speed.
Nas franquias Forza Horizon e Forza Motorsport, o jogador pode adquirir o Crown Victoria Police Interceptor "à paisana" e customizá-lo como carro de polícia e "tunar" as partes mecânicas.